# Ostracizam
Ostracizam ili ostrakizam (grčki: οστρακισμός ostrakismos) bila je procedura kojom se za vrijeme atenske demokracije moglo uvaženog građanina protjerati iz grada-države Atene na rok od deset godina.
Dok je u nekim slučajevima ostracizam bio posljedica nepopularnosti određene osobe, često se koristio i kao preventivna mjera. Tako je njegova svrha bila i nastojanje, da se spriječi potencijalno nasilni sukob dvojice političara (privremenim uklanjanjem sa scene), odnosno preventivno uklanjanje osobe koja se smatrala opasnošću po državu, kao što su potencijalni tirani. Ostracizam je po svojoj karakteristici bio politički, a ne pravosudni proces. Nije postojalo ništa nalik na optužnicu ili suđenje, a sam ostracizam nije predstavljao kaznenu sankciju; umjesto toga predstavljao je tek nalog osobi, da na deset godina napusti Atenu.
Žrtve ostracizma tako nisu gubile pravo na imovinu te bi često pri povratku u Atenu ponovno postajali ugledni građani. Zakonodavac Klisten je u 6. stoljeću pr. Krista uveo ostracizam.
Čini se da poznati ostracizmi padaju u tri različite faze: 480. pr. Kr., sredina stoljeća 461. – 443. pr. Kr. i konačno godine 417. – 415.: ovo se prilično dobro poklapa s grupiranjem poznatih protjerivanja, iako se Temistoklo prije 471. može smatrati iznimkom. To sugerira da je ostracizam ušao i izašao iz mode.
Posljednji poznati ostracizam bio je nad Hiperbolusom oko 417. pr. Kr. Nema naznaka ostracizma nakon Peloponeskog rata, kada je obnovljena demokracija nakon što je oligarhijski puč Tridesetorice propao 403. pr. Kr. 
Riječ ostracizam danas se koristi kao sinonim za društveno odbacivanje.